# Il tribunale delle anime
(Jeremiah Smith)
Il tribunale delle anime è un romanzo di Donato Carrisi edito da Longanesi nel 2011.
In una Roma bagnata e plumbea un misterioso individuo cerca una ragazza rapita da un serial killer mentre un'abile poliziotta indaga sulla morte del marito. Il racconto si svolge nell'arco di cinque giorni con numerosi flashback a un anno prima.

## Trama

### Cinque giorni fa
Un'ambulanza si reca a casa di Jeremiah Smith. Il medico, di nome Monica, riconosce un pattino a rotelle appartenuto alla sorella uccisa sei anni prima. L'uomo è un serial killer e Monica si trova allora davanti a un bivio: vendicarsi o salvargli la vita?
All'interno di un Caffè di Roma due uomini discutono di Lara, una giovane studentessa da poco scomparsa. Uno è Marcus: possiede un notevole talento investigativo ma è affetto da completa amnesia sul suo passato. L'altro è la sua guida, Clemente.
Nell'appartamento della ragazza scomparsa, Marcus intuisce che nel barattolo dello zucchero è stato nascosto del narcotico e in bagno scopre una botola ben celata dalle piastrelle. Il rapitore potrebbe essere Jeremiah Smith che si trova in ospedale nel reparto di terapia intensiva.
Sandra Vega è un'abile foto-rilevatrice della polizia scientifica di Milano. Il marito, David, è morto a causa di una caduta da un palazzo in costruzione. Una sera riceve una telefonata da un certo Shalber dell'Interpol che chiede chiarimenti sulla morte di David. L'investigatore sollecita Sandra a ritirare il bagaglio del marito in giacenza nel deposito della Questura e a ispezionarlo.

### Quattro giorni fa
Marcus si reca ancora una volta nell'appartamento di Lara. Qui incontra casualmente un ragazzo che, in preda alla rabbia, lo accusa di avergli inviato una lettera e di essere complice di un certo Ranieri; inutili sono i tentativi di Marcus di calmare il ragazzo che, dopo averlo malmenato, scappa. Nella colluttazione Marcus è riuscito a impadronirsi della lettera di Raffaele Altieri. All'interno è stampato l'indirizzo dell'appartamento di Lara.
Marcus va a indagare nell'abitazione di Altieri. Qui scopre che il ragazzo è ossessionato dall'assassinio della madre di cui non sono stati trovati i colpevoli. Trova anche il biglietto di un investigatore privato di nome Ranieri.
Seguendo Ranieri, Marcus arriva a un capannone dove giacciono due cadaveri. Tornando a Roma incontra un incidente mortale in cui è coinvolta la macchina di Ranieri; i freni erano stati manomessi. Marcus riesce a sbrogliare la matassa e si reca nell'abitazione dell'avvocato Guido Altieri, padre di Raffaele; incitato da Marcus, Guido confessa di essere il mandante dell'omicidio della moglie e di aver coinvolto Ranieri e due killer. Il figlio sta ascoltando nell'ombra; esce e uccide il padre.
Sandra, all'interno delle sacche del marito, trova alcune foto, tra cui: una con David riflesso in uno specchio che saluta; un dipinto; la foto di un uomo. Sandra si reca a Roma nel luogo da dove David è precipitato e trova il registratore del marito. Qui è impressa la voce di David seguita da una colluttazione e poi da un urlo che si allontana.
Sandra scopre che il quadro nella foto del marito è un Caravaggio che si trova nella Chiesa di San Luigi dei Francesi. Vi si reca e casualmente incrocia l'uomo nella foto di David. Gli intima di fermarsi minacciandolo con la pistola e gli chiede chi sia. Il temporale causa un improvviso black out. Marcus risponde di essere un prete e poi fugge approfittando del buio.

### Tre giorni fa
Clemente consegna a Marcus un nuovo fascicolo riguardante il caso di una ragazza uccisa a forbiciate. Il fratello, paraplegico, non è riuscito a intervenire perché si trovava al piano inferiore. L'assassino è stato soprannominato Figaro. Marcus decide di far visita al killer detenuto al Regina Coeli, sostituendo il prete che abitualmente celebra la messa. Dal colloquio con il detenuto nella cappella del carcere, Marcus capisce che non è il vero Figaro ma solo un mitomane.
Marcus va a parlare con Pietro Zini, un poliziotto in pensione, cieco, responsabile dell'arresto di Figaro. L'anziano gli mostra un messaggio che ha ricevuto qualche giorno prima: «Lui non è come te, cerca nel parco di Villa Glori». Marcus si reca sul luogo e trova un cadavere interrato con profonde ferite di arma da taglio. Chiama quindi Zini per renderlo partecipe della scoperta.
Sandra prende alloggio nell'albergo dove aveva pernottato anche il marito, stessa stanza. Si informa alla reception se David avesse effettuato chiamate dalla camera. Le danno il numero di un cellulare, di cui sono criptate le ultime tre cifre. Una persona misteriosa infila sotto la porta un'immaginetta sacra di San Raimondo di Peñafort e sul retro il soprannome di David.
La donna si reca a Santa Maria sopra Minerva dove è venerato il santo. Qui ripensa alle foto del marito e capisce che quello allo specchio non era un saluto ma il numero 5, che completa la sequenza del numero del telefono. Inoltra la chiamata e subito si sente uno squillo all'interno della chiesa; poi degli spari e qualcuno che la trae in salvo. Sandra cade e perde i sensi. Quando si risveglia è nell'appartamento di Shalber. Questi le rivela che David è stato ammazzato perché aveva scovato una persona, un penitenziere. Le spiega che i penitenzieri sono i custodi del più vasto archivio criminale del mondo, il cosiddetto tribunale delle anime della Penitenzieria Apostolica, una raccolta dei maggiori peccati dell'umanità. I penitenzieri hanno il compito di studiare gli eventi criminosi, e portano avanti indagini indipendenti per ricacciare il male nell'oscurità.
Sandra va a parlare con Zini che la invita a far visita al museo delle anime del Purgatorio. Qui incontra Marcus e i due fanno un accordo: se Marcus aiuterà la donna a trovare l'assassino del marito, lei cancellerà tutte le prove raccolte su di lui e la Penitenzieria. Poi Sandra gli mostra le foto delle impronte ritrovate all'esterno della casa di Federico Noni in seguito all'omicidio della sorella, facendogli notare che dai dettagli si evince che l'assassino non correva ma si era allontanato camminando.
Marcus si reca nell'abitazione di Noni e trova la conferma della sua intuizione: Federico Noni è Figaro e cammina. Marcus controlla le ultime telefonate sul cellulare del ragazzo e riconosce il numero di Zini in entrata.
Shalber rivela a Sandra che l'ordine dei penitenzieri era stato sciolto dalla Chiesa tempo prima, ma molti si erano opposti e avevano continuato la loro attività. A capo di questo gruppo c'era un sacerdote di nome Devok, l'unico a conoscere l'identità di ciascuno. Quando un anno prima Devok è stato ucciso, il Vaticano è intervenuto per cercare di insabbiare la faccenda affidando a un certo Clemente il compito di rintracciare i penitenzieri e riportarli nel seminato.
Marcus va a casa di Zini e trova due cadaveri. L'anziano ha attirato Noni in una trappola: ha tolto la luce e steso un filo su cui la vittima è inciampata; poi si è suicidato. Marcus riascolta il messaggio sul computer di Zini e scopre che c'è una seconda parte. Questa fa riferimento al fascicolo c.g. 925-31-073 delle Penitenzieria: colui che spinge le vittime a farsi giustizia è dunque un penitenziere.

### Due giorni fa
Clemente consegna a Marcus il fascicolo contenente la confessione di un omicidio e dell'intenzione di commettere suicidio. Il penitente era Alberto Canestrari, chirurgo. I giornali scrissero che era morto di cause naturali.
Marcus si reca nello studio del medico per capire come abbia fatto a suicidarsi simulando una morte naturale. Sfogliando un libro trova che la succinilcolina è una sostanza che blocca i muscoli e non è rintracciabile nel sangue. Si chiede però dove possa essere finita la siringa con la quale la sostanza è stata iniettata. Scopre una microcamera inserita nella scocca dell'interruttore. Capisce che qualcuno spiava il medico e che questi lo sapeva, e dunque era sicuro che avrebbero fatto sparire le prove. Nel frattempo arrivano due energumeni, da cui Marcus riesce a scappare.
Marcus va presso il lago di Nemi, dove si trova la clinica di Canestrari. La struttura è stata bruciata. In una stanza nota una piastrella non annerita. Asportandola rivela un omero umano, di un bambino, con inciso il nome di Astor Goyash. Arrivano ancora gli stessi due energumeni ma riesce a scappare un'altra volta.
Clemente e Marcus scoprono che Goyash gestisce traffici illeciti. Entrando furtivamente nell'archivio digitale della questura di Roma sulle tracce del proprietario dell'omero, individuano due ragazzini scomparsi tre anni prima: Alice e Filippo. Marcus va a Ostia dove vive la famiglia di Filippo e si introduce in casa. Nella camera matrimoniale il letto è rifatto e i due pigiami sono sui cuscini. Su un comodino c'è una baby-cam. Nell'altra stanza c'è il letto di Filippo e un lettino per neonati.
Marcus raggiunge Clemente che ha scoperto che il padre di Alice, Bruno Martini, detiene un'arma illegale. Questi prende la macchina e Marcus lo segue: bar, benzinaio, autostrada, sosta in autogrill. Quando Marcus nota che Martini fissa insistentemente una telecamera di servizio, capisce che si sta creando un alibi. Lo raggiunge e lo inchioda. Questi gli spiega che ha prestato l'arma a Camilla Rocca, la madre di Filippo, per fare giustizia su Astor Goyash: Hotel Exedra, camera 303. Marcus sale alla 303 ed entra nella camera con una scusa. Poco dopo arriva anche Camilla. Dal bagno esce un ragazzino in accappatoio che dice di essere il nipote di Goyash. Ha una cicatrice sul petto. Ha subito un trapianto col cuore di Filippo. Marcus riesce a convincere la donna a non fare fuoco.
Sandra va al Gemelli per incontrare Jeremiah Smith, ancora in coma. Si siede, gli parla e poi si addormenta.
Marcus ripensa a Canestrari e ipotizza che anche Jeremiah Smith possa aver assunto la succinilcolina.
Marcus va al Gemelli. Trova un agente e alcuni infermieri morti. Nella stanza Jeremiah Smith si è svegliato e ha una pistola alla testa di Sandra. Ne consegna una anche a Marcus intimandogli di scegliere: risparmiandolo, lui avrebbe ucciso Sandra ma rivelato dove si trova Lara; uccidendolo, salverebbe Sandra ma morirebbe Lara. Poi Jeremiah inietta la succinilcolina a Sandra. Marcus fa fuoco e chiama aiuto. Sandra si salverà grazie al tempestivo intervento di Monica, la dottoressa che qualche giorno prima aveva deciso di salvare la vita a Jeremiah.

### Oggi
Da un colloquio con Bruno Martini, Marcus scopre che Camilla è divorziata. Si introduce nella sua casa. Prende la baby-cam ma l'immagine è buia e il segnale debole. Va all'esterno e si dirige verso il capanno degli attrezzi. All'interno trova Lara. La giovane è incinta; Jeremiah Smith aveva consigliato di nascondere la giovane, dicendo a Camilla che in seguito avrebbe potuto tenere il suo bambino.
Agenti dell'Interpol interrogano Sandra su Shalber, affermando che l'uomo è scomparso da oltre un anno. Le mostrano una foto dell'investigatore ma lei non lo riconosce.
Sandra incontra Marcus e lo mette in guardia dal falso Shalber, poi gli confessa il peccato di un aborto, di cui non riesce a perdonarsi. Si salutano con un addio.

### I flashback
Numerosi flashback riportano il tempo indietro di un anno quando un misterioso investigatore segue un altrettanto misterioso serial killer trasformista. Il criminale uccide per impossessarsi dell'identità delle vittime imitandole perfettamente nella vita quotidiana. La sua ultima preda è proprio l'investigatore che lo sta inseguendo, Marcus, penitenziere. A Praga il falso Marcus incontra Devok, l'unico in grado di smascherarlo. Nella colluttazione uno sparo uccide Devok e un altro colpisce Marcus alla tempia facendogli perdere la memoria. Quando si risveglia non sa più chi sia ma trova Clemente che, ritenendolo il discepolo di Devok, lo prende sotto la sua protezione aiutandolo in un lungo percorso di riabilitazione.

## Personaggi
- Marcus: ha due identità distinte: la prima è quella di penitenziere con un grande talento investigativo; la seconda è quella di un serial killer trasformista.
- Sandra Vega: agente della polizia di Milano esperta di foto-rilevazioni.
- Jeremiah Smith: penitenziere e serialkiller.
- Clemente: penitenziere; ha assunto la guida della Penitenzieria dopo la morte di Devok.
- Ispettore Shalber: un penitenziere trasformista.
- Monica: medico del policlinico Gemelli di Roma; la sorella è una delle vittime di Jeremiah Smith.
- Lara: studentessa rapita da Jeremiah Smith.
- Camilla Rocca: madre di un bambino scomparso.
- Bruno Martini: padre di una bambina scomparsa.
- Devok: capo della Penitenzieria Apostolica; è l'unico a conoscere l'identità di tutti i penitenzieri; muore un anno prima dei fatti.

## Ambientazione

### Roma e provincia
- Caffè della Pace: nei pressi di piazza Navona, è il luogo dove si incontrano Clemente e Marcus per discutere della scomparsa di Lara.
- Biblioteca Angelica: biblioteca di grande importanza storica, è il luogo dove Marcus cerca informazione sulle sette mentre indaga sul delitto Antieri
- Chiesa di San Luigi dei Francesi: situata a fianco di Palazzo Madama a due passi da piazza Navona, ospita alcune opere del Caravaggio tra cui il Martirio di san Matteo.
- Carcere di Regina Coeli: è il più importante carcere della Capitale, situato nel rione Trastevere; qui Marcus incontra Nicola Costa.
- Villa Glori: parco pubblico del quartiere Parioli dove Marcus rinviene un cadavere.
- Basilica di Santa Maria sopra Minerva: chiesa gotica situata nei pressi del Pantheon; ospita una cappella dedicata a San Raimondo di Peñafort.
- Museo delle anime del Purgatorio: raccolta di testimonianze lasciate dalle anime purganti per invocare preghiere e messe di suffragio; è ospitato nella sacrestia della Chiesa del Sacro Cuore del Suffragio, in Lungotevere Prati.
- Via Veneto: via del centro di Roma resa nota dal film La dolce vita di Fellini; ospita sia lo studio medico del dottor Canestrari sia la casa dove Shalber porta Sandra dopo l'attacco a Santa Maria sopra Minerva.
- Lago di Nemi: lago vulcanico a sud di Roma, nei cui pressi è situata la clinica del dottor Canestreri.
- Ostia: cittadina del litorale romano dove vive Camilla Rocca.
- Terme di Diocleziano: celeberrimo sito archeologico della Capitale che si affaccia su piazza delle Repubblica (nota anche come piazza Esedra) dove si trova l'Hotel Exedra.
- Chiesa di Santa Maria dell'Orazione e Morte: situata in via Giulia a Roma. Clemente e Marcus si incontrano nel cimitero ipogeo ospitato all'interno.

## Curiosità
- Il libro menziona due serial killer statunitensi realmente esistiti: Ted Bundy e David Berkowitz.
- Fred e Ginger sono i soprannomi che David aveva affettuosamente attribuito a sé e Sandra dopo il film Cappello a cilindro, un musical degli anni trenta in cui Fred Astaire canta Cheek to Cheek mentre balla con Ginger Rogers.
- Carrisi ha scritto due sequel, intitolati Il cacciatore del buio e Il maestro delle ombre.

## Edizioni
- Donato Carrisi, Il tribunale delle anime, collana La Gaja scienza, Longanesi, 2011, ISBN 978-88-304-2822-5.
- Donato Carrisi, La trilogia di Marcus, il cacciatore del buio, collana I Grandissimi TEA, TEA, 2020, ISBN 978-88-502-5755-3.